# Khemaïs Chammari
Khemaïs Chammari, né le 7 novembre 1942 à Tunis et mort le 1er janvier 2024, est un homme politique, défenseur des droits de l'homme et diplomate tunisien, condamné maintes fois à de la prison par le régime du président Zine el-Abidine Ben Ali.

## Biographie

### Militant et opposant au régime
Diplômé en sciences économiques et en sociologie, il milite, dès 1963 lors d'un colloque à Florence, pour la paix au Moyen-Orient grâce à un dialogue entre juifs et musulmans.
Il décide rapidement de combattre la dictature tunisienne, devenant secrétaire général de la Ligue tunisienne des droits de l'homme, puis son vice-président (1982-1994), avant d'assumer le rôle de vice-président de la Fédération internationale pour les droits humains (1982-1992),.
Politiquement, il adhère d'abord au mouvement Perspectives tunisiennes, puis aux Mouvement des démocrates socialistes.
À partir de 1984, il s'oppose publiquement à la peine de mort.
Craint par le gouvernement tunisien, il est arrêté à cinq reprises entre 1966 et 1987.
Il est élu député de l'opposition démocratique tunisienne en 1994. Le 21 novembre 1995, la Chambre des députés vote la levée de son immunité parlementaire. Il est arrêté le 10 mai 1996, puis jugé le 17 juillet, déclaré inéligible et condamné à cinq ans de prison sous prétexte d'avoir dévoilé à l'étranger un secret national concernant le procès de l'opposant Mohamed Moada. En prison, il est privé de soins médicaux et d'informations sur ce qui se passe à l'extérieur,. Soumis à une forte pression internationale, le gouvernement le relaxe et le libère le 30 décembre 1996 en même temps que Moada, sous prétexte de détérioration de leur état de santé,.
Il s'exile en 1997 et retourne en Tunisie en 2004. Il est dès lors membre du conseil d'administration de EuroMed Droits.
En février 2005, peu avant une réunion de chefs d'État arabes à Alger, il est refoulé du territoire algérien à cause de ses liens supposés avec des terroristes islamistes algériens. Le 18 octobre, il réunit des responsables de différentes associations et partis politiques tunisiens pour créer un groupe d'opposition au président Zine el-Abidine Ben Ali, dominé par des islamistes. Il organise alors une grève de la faim qui dure 32 jours. Cependant, cet événement a pour conséquence une meilleure visibilité internationale des islamistes de Rached Ghannouchi et leur rapprochement temporaire avec les proches de Ben Ali. 
En décembre 2007, il présente à la presse des propositions de textes concernant l'égalité de genre et la liberté de conscience. 

### Parcours après la révolution
En 2011, après la révolution qui renverse Ben Ali, il est nommé ambassadeur de la Tunisie auprès de l'Unesco, où il reste deux ans.
En 2014, il souhaite être élu président de l'Instance vérité et dignité chargée d'enquêter sur les violations des droits de l'homme en Tunisie. Toutefois, il se rallie ensuite à la candidature de Sihem Bensedrine.

### Vie privée
Il est marié à Alya Cherif Chammari, avocate au barreau de Tunis. Ils sont les parents d'Ali et de Fatma, architecte.

## Distinctions
- Prix des Droits de l'homme de la République française décerné en 1990 par la Commission nationale consultative des droits de l'homme ;
- Prix des Droits de l'homme de la ville de Nuremberg en 1997[2] ;
- Ordre national du mérite de la République tunisienne (deuxième catégorie), décoré par le président Béji Caïd Essebsi en 2018[1].